# Лави (Лосицький повіт)
Лави (пол. Ławy) — село в Польщі, у гміні Гушлев Лосицького повіту Мазовецького воєводства. Населення — 78 осіб (2011).

## Історія
За даними етнографічної експедиції 1869—1870 років під керівництвом Павла Чубинського, у селі переважно проживали греко-католики, які розмовляли українською мовою.
У 1975—1998 роках село належало до Білопідляського воєводства.

## Демографія
Демографічна структура станом на 31 березня 2011 року:
|          | Загалом | Допрацездатний вік | Працездатний вік | Постпрацездатний вік |
| -------- | ------- | ------------------ | ---------------- | -------------------- |
| Чоловіки | 36      | 7                  | 25               | 4                    |
| Жінки    | 42      | 9                  | 21               | 12                   |
| Разом    | 78      | 16                 | 46               | 16                   |